# 神宮奉敬会
神宮奉敬会は大韓帝国末期に組職された神道団体である。
大韓帝国の高位官僚と日本人が連合して1909年6月に発起した。大韓帝国政府の財政支援で設立された。
大韓帝国にも日本の神道祠院である神宮が建立されなければならないという主旨で組職された。朝鮮の国祖である檀君と日本の建国神である天照大神が本来兄と妹だったという論理によって、これらに対する祭祀を1ヶ所で一緒に執り行わなければならないという主張だった。
結成直後、この団体の核心人物である金在珣（김재순）が、他の会員たちと葛藤を起こした後、神宮敬義会を創立して抜けながら、内紛が発生した。初期に総裁に有力人士である朴泳孝が選定されたが、内紛事態後高宗 (朝鮮王)の長甥である李埈鎔に変わった。副総裁は李載克（이재극）、会長は金在珣、顧問は閔泳徽と発表された。金在珣は以後にも2団体で活動を並行し、神宮奉敬会と神宮敬義会の活動は重なる部分が多い。
ソウル鍾路区地域に住宅を買い入れて礼式手続を準備するなど、神宮建立準備作業をする中で、伊藤博文が安重根に殺害されると、会長金在珣が伊藤の葬儀に祭文を作って送り、別に伊藤追悼会を開催したりした。
日韓併合条約締結直前の1910年6月には天道教系列の侍天教と合併説が広まったが、合併は成らなかった。関羽の祠堂がある鍾路区明倫洞北関廟に事務室を移転して北関廟解体作業を始めるなど、神宮設立のための事前作業を活発に始めたが、日韓併合の頃に金在珣が流言飛語流布嫌疑で逮捕されて活動が中断された。

## 参考資料
- 친일인명사전편찬위원회 （2004年12月27日）. 《일제협력단체사전 - 국내 중앙편》. 서울: 민족문제연구소. ISBN 8995330724
- 친일반민족행위진상규명위원회 （2006年12月）. 〈김재순〉, 《2006년도 조사보고서 II - 친일반민족행위결정이유서》, 881～897쪽쪽. 발간등록번호 11-1560010-0000002-10